# 豊田実 (医学者)
豊田 実（とよた みのる、1963年 - 2011年6月）は、日本の医学者・医師。医学博士（札幌医科大学）。札幌医科大学医学部教授。
北海道美唄市出身。1982年北海道岩見沢東高等学校卒業。札幌医科大学医学部卒業。同大学院医学研究科博士課程修了。その後、北海道立江差病院医師や国立がん研究センター発がん研究部研究員、アメリカ・ジョンズ・ホプキンス大学癌研究所に留学。2000年札幌医科大学医学部助手、2004年同医学部講師を経て、2008年同医学部教授。2011年6月胆管がんにより死去。
1993年 札幌医科大学より医学博士。論文の題は「上皮性腫瘍細胞におけるc-kit及びkit ligandの発現」。

## 研究領域
専門は、産婦人科学、消化器内科学や発がん作用について研究。

## 主要論文
- 牛島俊和、今井浩三、杉村隆、長尾美奈子と共著『実験動物を用いた消化器癌における遺伝子異常の解析』（消化器癌の発生と進展 7号, 1995年）
- 奥田平和、土屋睦美、時野隆至、執印太郎と共著『腎癌におけるメチル化CpGアイランドの単離とDNAメチル化異常の解析』（日本泌尿器科學會雜誌 94巻2号, 2003年）
- 鈴木拓、篠村恭久、今井浩三と共著『DNAメチル化異常の発がんにおける役割とDNAメチル化検出法による診断・治療への応用』（生物物理化學 52巻4号, 2008年）